# Драгославеле
Драгославеле (рум. Dragoslavele) — село у повіті Арджеш в Румунії. Адміністративний центр комуни Драгославеле.
Село розташоване на відстані 124 км на північний захід від Бухареста, 59 км на північний схід від Пітешть, 48 км на південний захід від Брашова.

## Населення
За даними перепису населення 2002 року у селі проживали 2003 особи. Рідною мовою 2001 особа (99,9%) назвала румунську.
Національний склад населення села:
| Національність | Кількість осіб | Відсоток |
| -------------- | -------------- | -------- |
| румуни         | 1925           | 96,1%    |
| цигани         | 77             | 3,8%     |